# 三田綱秀
三田綱秀（1491年？—1563年）是日本戰國時代的武將。父親是三田政定。

## 生平
生年不詳。最初仕於關東管領山內上杉氏，在山內上杉氏衰退，後北條氏擴張勢力後，投向後北條氏。在永祿2年（1559年)，後北條氏的『小田原眾所領役帳』中，被列為他國眾。永祿3年（1560年），在長尾景虎擁立上杉憲政，並向關東地方出陣時，加入景虎軍並在「關東幕注文」中留名。永祿4年（1561年），參加包圍小田原城（小田原城之戰）。在景虎返回本國後，跟隨景虎的多數關東武將再次投向後北條氏時，繼續抵抗後北條氏。
因為居城勝沼城難以防禦，於是移至堅固的辛垣城，持續頑強抵抗，受北條氏照攻撃。永祿6年（1563年），辛垣城被攻陷（另說為永祿4年或永祿5年説），此後前往岩槻城投靠太田資正，並在同地自殺。享年73歲。
嫡男十五郎和次男喜藏被交託予家臣，十五郎在永祿6年（1563年）死去，喜藏在永祿7年（1564年）死去。一說指還有一子五郎太郎，在元龜3年（1572年）於伊豆國自殺。

## 外部連結
- 武家家伝＿三田氏（页面存档备份，存于）